# Bracon imbricatus
Bracon imbricatus är en stekelart som beskrevs av Vladimir Ivanovich Tobias 2000. Bracon imbricatus ingår i släktet Bracon och familjen bracksteklar. Inga underarter finns listade.